# سه دلاور بی‌باک
سه دلاور بی‌باک فیلمی به کارگردانی حسن ساسان پور محصول سال ۱۳۵۰ است.

## خلاصه داستان
لوگان (جهانگیر غفاری) پیرمرد و پیرزنی را به قتل می‌رساند و اندوختهٔ طلای آن‌ها را می‌رباید…

## بازیگران
- منصور سپهرنیا
- گرشا رئوفی
- محمد متوسلانی
- جک نلسون
- ماریا پودستا
- خوزه اسپرانتو
- محمود تاتار
- لوئی لوچیانو
- شاهین سلحشور
- مراد بیک
- عبدالرحمان شادابی
- کریم اغلو
- جهانگیر غفاری